# Halowe Mistrzostwa Europy w Lekkoatletyce 1972 – bieg na 800 m mężczyzn
Bieg na 800 metrów mężczyzn – jedna z konkurencji biegowych rozgrywanych podczas halowych lekkoatletycznych mistrzostw Europy w hali Palais des Sports w Grenoble. Eliminacje zostały rozegrane 11 marca, a bieg finałowy 12 marca 1972. Zwyciężył reprezentant Czechosłowacji Jozef Plachý. Tytułu zdobytego na poprzednich mistrzostwach nie bronił Jewhen Arżanow ze Związku Radzieckiego.

## Rezultaty

### Eliminacje
Rozegrano 2 biegi eliminacyjne, do których przystąpiło 9 biegaczy. Awans do finału dawało zajęcie jednego z pierwszych czterech miejsc w swoim biegu (Q)
Opracowano na podstawie materiału źródłowego.
Bieg 1
| Miejsce | Zawodnik               | Czas    | Uwagi |
| ------- | ---------------------- | ------- | ----- |
| 1       | Iwan Iwanow            | 1:59,57 | Q     |
| 2       | Francis Gonzalez       | 1:59,83 | Q     |
| 3       | András Zsinka          | 2:00,19 | Q     |
| 4       | Þorsteinn Þorsteinsson | 2:05,37 | Q     |
| 5       | Jože Međimurec         | 2:12,24 |       |

Bieg 2
| Miejsce | Zawodnik      | Czas    | Uwagi |
| ------- | ------------- | ------- | ----- |
| 1       | Jozef Plachý  | 1:49,92 | Q     |
| 2       | Manuel Gayoso | 1:50,15 | Q,    |
| 3       | Peter Browne  | 1:50,88 | Q     |
| 4       | Jan Reijnders | 1:50,91 | Q     |

### Finał
Opracowano na podstawie materiału źródłowego.
| Miejsce | Zawodnik               | Czas    | Uwagi |
| ------- | ---------------------- | ------- | ----- |
| 1       | Jozef Plachý           | 1:48,84 | NR    |
| 2       | Iwan Iwanow            | 1:49,05 |       |
| 3       | Francis Gonzalez       | 1:49,17 |       |
| 4       | András Zsinka          | 1:50,62 |       |
| 5       | Peter Browne           | 1:51,27 |       |
| 6       | Manuel Gayoso          | 1:52,15 |       |
| 7       | Þorsteinn Þorsteinsson | 1:53,26 | NR    |
| –       | Jan Reijnders          | DNF     |       |